# Маймуни през зимата
„Маймуни през зимата“ е български драматичен игрален филм от 2006 г. на режисьорката Милена Андонова, по неин сценарий по цикъла от разкази на Мария Станкова „Седем гневни жени“. Оператори са Рали Ралчев и Радослав Спасов. Музиката във филма е композирана от Константин Цеков.
Филмът е копродукция на филмова къща „Провентус“ с германската „Татфилм“. Откупен е за излъчване по германската телевизия ZDF/Arte. Филмът е дебют на дъщерите на известния български режисьор Методи Андонов – Милена (режисьорка) и Невена (продуцентка), както и на актрисите-изпълнителки на трите главни роли.

## Сюжет
Филмът разказва за стремежа към деца, семейство и щастие, показан чрез историите на 3 млади жени (Дона, Лукреция, Тана), разделени през 20 години във времето – през 1961, 1981, 2001 г.

## Актьори
Роли във филма изпълняват актьорите:
- Бонка Илиева – Дона
- Диана Добрева – Лукреция
- Ангелина Славова – Тана
- Сава Лолов
- Валентин Танев
- Адриана Андреева
- Филип Трифонов
- Стефан Мавродиев
- Асен Блатечки
- Иван Савов
- Мартина Вачкова
- Тончо Токмакчиев - шишкото
- Иван Несторов - доктора

## Награди
- Награда за най-добър филм в състезателна програма „На изток от запад“, Карлови Вари, 2006
- Кинофестивал „Златната роза“, Варна, септември 2006 – Голямата награда за българско кино „Златната роза“, Награда за операторско майсторство на Рали Ралчев и други отличия (за изпълнителките на главните роли)
- Награда за женска роля на Диана Добрева (включително и за „Пазачът на мъртвите“)
- Награда „Въло Радев“ за обещаващ дебют в игралното кино на Милена Андонова
- Награда „Невена Коканова“ за обещаващ филмов дебют на актриса за Ангелина Славова
- Награда на асоциация „Академика“, Варна, 2006
- Национален филмов център, София – най-добър игрален филм за 2006 г.
- Национален съвет за кино, 2006 – българската номинация за „Оскар“

## Участия
- Фестивал на европейското кино „Златната маслина“, Лече, Италия, април 2007
- Фестивал на българското кино, Ню Йорк, май 2007
- Фестивал на българското кино, Лондон, септември 2007
- Фестивал на европейския филм, Чикаго, март 2008
- Фестивал на българското кино, Рим, април 2008
- Фестивал „Златното българско кино“, Киев, септември 2008
- Фестивал „Европалия“, Брюксел, ноември 2008
- Дни на европейското кино, Алжир, 3-11 февруари 2009